# NGC 200
NGC 200 es una galaxia espiral barrada localizada en la constelación de Piscis.